# Karel Vavřinec ze Schwarzenbergu
Karel Vavřinec princ ze Schwarzenbergu (německy Karl Pantaleon Maria Hubert Prinz von und zu Schwarzenberg; 10. srpna 1871 Libějovice – 1. dubna 1902 Šanghaj) byl český šlechtic z rodu Schwarzenbergů a rakousko-uherský diplomat. Jako absolvent právnické fakulty Karlovy univerzity vstoupil do diplomatických služeb, zastával nižší funkce na velvyslanectvích v Německu, Rusku a Japonsku. Zemřel ve věku třiceti let na Dálném východě.

## Životopis

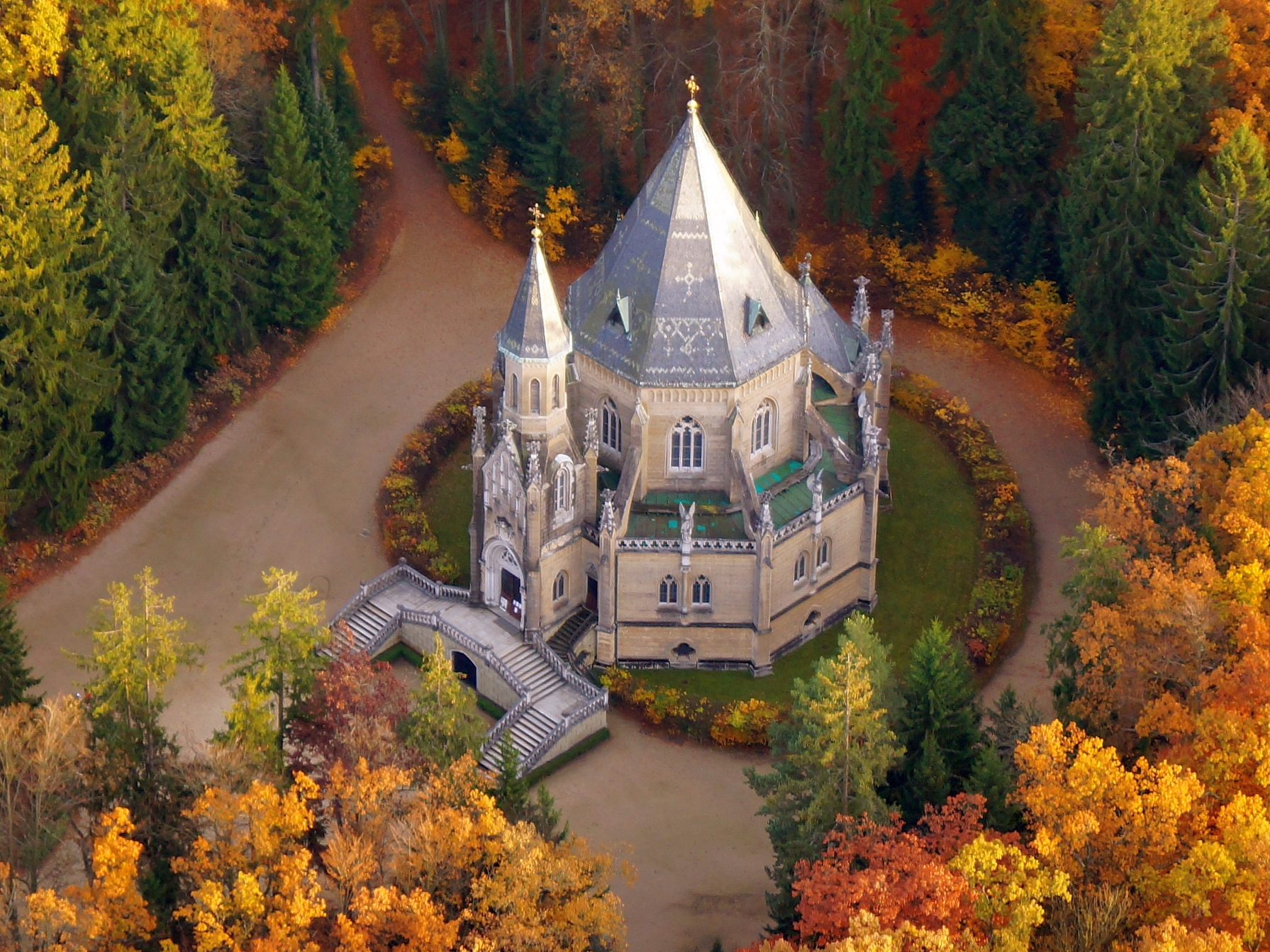
Schwarzenbersk hrobka v Třeboni

Pocházel ze šlechtické rodiny Schwarzenbergů, patřil k hlubocké primogenituře a narodil se na zámku v Libějovicích, který byl v době dlouholeté přestavby Hluboké oblíbeným rodinným sídlem. Byl pátým a nejmladším synem knížete Adolfa Josefa (1832–1914) a jeho manželky Idy, rozené princezny z Lichtenštejna (1839–1921). Vyrůstal v jižních Čechách na rodových sídlech Hluboká a Český Krumlov, od dětství jevil zájem o cestování a měl nadání ke studiu jazyků. Vystudoval práva na Univerzitě Karlově, diplomovou práci s tématem rakouského domovského práva obhájil v češtině a doktorem práv byl promován v roce 1896. Ještě během studií absolvoval stáž na rakousko-uherském ministerstvu zahraničí a na velvyslanectví v Berlíně, absolvoval také krátkou službu v armádě a do zálohy byl převeden v hodnosti poručíka. Po absolutoriu pobýval v Petrohradě (1898–1901), kde na rakousko-uherské ambasádě dosáhl postu legačního sekretáře. Svou zálibu v cestování uplatnil výlety na Kavkaz a pobřeží Černého moře. 
Po krátkém diplomatickém pobytu v Římě a dovolené v Čechách byl v roce 1901 přeložen jako legační sekretář do Japonska. Cestou přes severní Ameriku navštívil New York, Niagarské vodopády a Yellowstonský národní park, během plavby přes Atlantik a Tichý oceán se také intenzivně učil japonsky. Po příjezdu do Tokia absolvoval několik dalších cest, mimo jiné do Siamu nebo Hongkongu, setkával se se zahraničními diplomaty, ale byl také pozorovatelem života nejnižších vrstev. Během plánované cesty do Číny měl za úkol sondovat možnosti rakousko-uherské obchodní expanze na Dálný východ po porážce boxerského povstání.
Během pobytu v Šanghaji se nakazil spálou a po rychlém průběhu nemoci zemřel 1. dubna 1902 ve věku třiceti let. Rakev s jeho tělem oblečeným do vojenské uniformy byla přepravena z Hongkongu do Rijeky a odtud vlakem do Třeboně. V červnu 1902 byl pohřben v rodové hrobce v Domaníně.